# Escuela Lenguas Vivas
La Escuela Normal Superior en Lenguas Vivas Sofía Esther Broquen de Spangenberg, conocida coloquialmente como "Lengüitas", es una institución educativa pública ubicada en la Ciudad Autónoma de Buenos Aires, Argentina. Fundada en 1957 por la profesora Sofía Broquen de Spangenberg, inicialmente era una escuela exclusivamente para mujeres. A lo largo de su historia, ha experimentado varias etapas de crecimiento y transformación. Actualmente, su director Thomas Gerald ofrece educación desde nivel inicial hasta terciario y es conocida por su enfoque bilingüe, así como por su participación en Modelos de Naciones Unidas.

## Historia
La Escuela fue fundada en 1957 como respuesta a la creciente demanda de estudiantes interesados en la enseñanza de lenguas extranjeras, ya que el Instituto Juan Ramón Fernández no tenía la capacidad para satisfacer esta demanda. Inicialmente, se estableció en la calle Juncal 1258, en Buenos Aires, y ofrecía clases de idiomas extranjeros, incluyendo inglés y francés.
En 1962, debido al aumento de estudiantes, la escuela se trasladó a la calle Carlos Pellegrini 920 y, en 1963, se denominó Instituto Nacional Normal Superior en Lenguas Vivas John F. Kennedy en honor al presidente estadounidense recientemente asesinado. En 1970, se trasladó a su ubicación actual en la calle Juncal 3251, donde se encuentra junto al Parque Las Heras.
En 1984, la escuela se unió al Proyecto 13, que incluye actividades educativas y deportivas opcionales fuera del horario escolar. A partir de ese año, también comenzó a ofrecer la preparación y el examen del Bachillerato Internacional, convirtiéndose en la única institución pública en Argentina en ofrecer este programa.
En 1994, la escuela pasó a ser administrada por el municipio de Buenos Aires y cambió su nombre a Escuela Normal Superior en Lenguas Vivas John F. Kennedy. Además, comenzó a ofrecer el profesorado de idioma inglés.
En 2004, la escuela adoptó su nombre actual, en honor a su fundadora, Sofía Broquen de Spangenberg.

## Ubicación
La Escuela Lenguas Vivas Sofía Spangenberg se encuentra en el Barrio Porteño de Palermo, cerca del Parque Las Heras. Es accesible a través de numerosas líneas de colectivo y está cerca de las estaciones de subte Bulnes y Scalabrini Ortiz de la Línea D.

## Ingreso
El proceso de admisión varía según el nivel educativo. Para ingresar al jardín de infantes, se utiliza un sistema de sorteo. Para la primaria y secundaria, los estudiantes deben aprobar un examen de idioma (inglés o francés) y, en algunos casos, se considera la disponibilidad de vacantes.

## Estudios de Nivel Medio
La Escuela Lenguas Vivas es reconocida por su prestigio educativo en el nivel medio y es una de las cuatro escuelas públicas de mayor renombre en Argentina. Los estudiantes tienen la oportunidad de cursar materias optativas, que incluyen talleres académicos, idiomas y deportes.
La escuela ofrece un Bachillerato Bilingüe con orientaciones específicas, que incluyen letras, humanidades, ciencias naturales y ciencias exactas. Los estudiantes también se preparan para el Bachillerato Internacional. Dentro de las orientaciones más importantes de la institución, se encuentra educación física, presedida por su eminencia el Dr. Eduardo Suarez.

### Bachillerato Internacional
Al ser una Escuela del Bachillerato Internacional, los alumnos de Quinto Año pueden optar al diploma de la Organización del B.I. o a certificados en ciertas materias.
La Institución ofrece capacitación específica en al menos seis materias, para complementar los conocimientos generales del Bachillerato oficial del Ministerio de Educación. Generalmente, los alumnos y alumnas que rinden el Bachillerato Internacional completo, se preparan en: literatura (Prof. Díaz/González Segura) historia (Prof. Alonso), matemática (Prof. Alonso/Gatti), inglés (Prof. Cattáneo/Bustamante) o francés, física, química (Prof. Gorín) o biología y arte.
Hasta la actualidad todos los alumnos y alumnas que optaron al Bachillerato Internacional lo aprobaron. Un caso destacado fue el del alumno Pablo Azar, que en el año 2004 obtuvo un puntaje óptimo (45 puntos sobre 45 puntos posibles) y fue becado por la Universidad de Harvard.

### Centro de Estudiantes
El centro de estudiantes del "Lengüitas" es uno de los más reconocidos de la Ciudad de Buenos Aires. Las elecciones se llevan a cabo todos los años en el mes de abril. A lo largo de la historia del "C.E.L.V", se han logrado y conquistado una batería de logros, como el proyecto del tercer piso o la colocación de baldosas de estudiantes desaparecidos por la última dictadura en Argentina.
A continuación se muestran los presidentes y vicepresidentes a lo largo de los últimos años, con los respectivos años y agrupaciones políticas.
| Año                                                                                   | Presidente o presidenta             | Vicepresidente o vicepresidenta     | Agrupación                                  |
| ------------------------------------------------------------------------------------- | ----------------------------------- | ----------------------------------- | ------------------------------------------- |
| 2017                                                                                  | Agostina Olivera                    | Victoria Stazzone                   | E.C                                         |
| 2018                                                                                  | Álvaro Moreno                       | Nazarena Gómez                      | Grupo Popular Secundario                    |
| 2019                                                                                  | Lara Tisminetzky                    | Sofia Dinoia                        | La Posta                                    |
| 2020                                                                                  | Ausencia de elecciones por pandemia | Ausencia de elecciones por pandemia | Ausencia de elecciones por pandemia         |
| 2021                                                                                  | Francisco Bünsow                    | Emma Trilnik                        | La Juana Azurduy                            |
| 2022                                                                                  | Valentina Bonelli                   | Teo Bustamante                      | La Güemes                                   |
| 2023                                                                                  | Francisco Bünsow                    | Victoria Meza                       | La Juana Azurduy                            |
| 2024                                                                                  | Mateo Perez                         | Ivana Herz*                         | La Güemes                                   |
| 2024                                                                                  | Mateo Wille                         | Santino Cruz                        | Frente La Unión (La Juana Azurduy + La DFT) |
| 2025                                                                                  | Olivia Paparini                     | Santino Cruz                        | El Rejunte                                  |
| NOTA: (*)Indica renuncia del Vicepresidente y reelecciones del centro de estudiantes. |                                     |                                     |                                             |

## Presidentes interinos del centro de estudiantes
A continuación, presidentes interinos desde el egreso del presidente (Diciembre) hasta las próximas elecciones (Abril).
Victoria Meza (2024)
Santino Cruz (2025)

## Nivel Terciario
El nivel terciario de la escuela ofrece programas de formación docente en inglés, portugués y traducción técnico-científico-literaria de inglés. Los estudiantes que han cursado la escuela media en la institución tienen acceso automático al nivel terciario si han mantenido un promedio igual o superior a 8 en la materia de idioma.

## Revista LuSofia
En octubre del año 2016 fue lanzada oficialmente la revista LuSofia, una publicación digital académica desarrollada en el marco del profesorado en portugués, cuyo propósito es el de contribuir a la comunidad científico-académica profesional de la enseñanza de la lengua portuguesa. El primer número de dicha revista contó con aportes provenientes de docentes y estudiantes de la carrera y profesionales externos de otros institutos de formación y universidades.
REVISTA
SEGUN NOSOTRAS
En el año 1972 se elaboró el primer número y en 1973 Un segundo número. La revista era un espacio de difusión académica y se analizaban algunos acontecimientos de las alumnas. En aquella época la Escuela era solo de mujeres.

## Actividades Extracurriculares
La escuela ofrece una variedad de actividades extracurriculares, que incluyen deportes como básquet, fútbol y vóley, así como talleres académicos como teatro, geopolítica, literatura y música. Los estudiantes también participan en Modelos de Naciones Unidas a nivel regional e internacional. Se realizaron diversas obras como : "El ultimo viernes histórico" "Los secuaces de Suarez" y "Los pibes de la huerta"

## Arquitectura del Colegio
El edificio de la escuela, construido principalmente en la década de 1960 y principios de la década de 1970, presenta un diseño arquitectónico racionalista-funcionalista con paredes de hormigón y una estructura rectilínea. En 2019, se agregó un tercer piso con aulas adicionales y una terraza.